# ایستانا بودایا
ایستانا بودایا (انگلیسی: Istana Budaya) یا کاخ فرهنگ، مکان اصلی مالزی برای برگزاری انواع تئاتر از قبیل تئاتر موزیکال، اپرت، کنسرت‌های کلاسیک و اپرا از اجراهای محلی و بین‌المللی است. این مکان در مرکز شهر کوالا لامپور، نزدیک گالری هنر ملی، واقع شده است.